# Борисовка (Пластовський район)
Борисовка (рос. Борисовка) — село у Пластовському районі Челябінської області Російської Федерації.
Входить до складу муніципального утворення Борисовське сільське поселення. Населення становить 1122 особи (2010).

## Історія
Від 2004 року належить до Пластовського району Челябінської області.
Згідно із законом від 13 вересня 2004 року органом місцевого самоврядування є Борисовське сільське поселення.

## Населення
| 2002 | 2010  |
| ---- | ----- |
| 1062 | ↗1122 |